# Short Title Catalogue Netherlands
Der Short Title Catalogue Netherlands (STCN) ist die retrospektive Nationalbibliographie der Niederlande für Druckwerke bis zum Jahr 1800 einschließlich. Kurzangaben zu Wiegendrucken aus dem 15. Jahrhundert werden ebenfalls aufgeführt. Der STCN umfasst Bücher in allen Sprachen, die im besagten Zeitraum in den Niederlanden gedruckt wurden, sowie niederländische Werke, die im Ausland publiziert wurden. Einzige Ausnahme bildet der flämische Teil von Belgien, der durch den STCV abgedeckt ist. 
Der STCN wurde unter Federführung der Königlichen Bibliothek der Niederlande aufgebaut und im Juli 2009 abgeschlossen. Der Kurztitelkatalog umfasst mehr als 213.000 Titel und über 620.000 Bände. Obwohl die Projektfinanzierung abgeschlossen ist, wird der STCN von der Kgl. Bibliothek in Den Haag weiterhin ergänzt. Die Bestände ausländischer Bibliotheken und Archive sind kaum erfasst, weshalb sich über die Vollständigkeit des STCN kaum eine Aussage machen lässt. Der Zugang zu der Online-Datenbank ist frei.
Der niederländische Buchdruck vor 1540 ist durch zwei Kataloge erschöpfend erschlossen, den ISTC für die Inkunabelzeit (15. Jahrhundert) und die Nederlandsche bibliographie van 1500 tot 1540 für die sogenannten Postinkunabeln (1500–1540). Die Kurztitel beider Bibliographien werden nach und nach in das detailliertere STCN-Dokumentationssystem integriert.
Weitere umfangreiche Kurztitelkataloge aus der frühen Buchdruckzeit sind u. a. der Universal Short Title Catalogue für das 15. und 16. Jahrhundert und der English Short Title Catalogue, der englischsprachige Drucke von 1473 bis 1800 umfasst.